# Aliyeh Ataei
 (juin 2023).
Aliyeh Ataei (persan : عالیه عطایی ) née en 1981 est une romancière et scénariste de nationalité afghane-Iranienne  Activiste et féministe, elle consacre son écriture à l'errance et l'exil.

## Biographie
Aliyeh Ataei est née le 3 juin 1981, de parents afghans. Elle grandit à Darmian, une région frontalière entre la province du Khorasan du Sud en Iran et la province de Farah en Afghanistan. Sa famille se trouve des deux côtés de la frontière. Aliyeh Ataei est diplômée du lycée de Birjand, en Iran. Elle poursuit ses études à Téhéran  à l'Université d'art de Téhéran. Elle obtient un master of arts en écriture de scénario. Elle écrit pour plusieurs magazines tels que Hamshahri, Tajrobeh, Saan et Nadastan,. Ses nouvelles ont également été traduites et publiées dans plusieurs magazines anglais parmi lesquels Michigan Quarterly Review  et Guernica. 
Guerre, identité, frontière, exil sont les thèmes de ses récits. Ses œuvres sont profondément influencées par son enfance et sa propre expérience.
En 2023, La frontière des oubliés est le premier roman traduit et publié en français.

## Romans
- How could Abel be killed by Cain?  (2012) [8]
- Kafourpoosh (2015) [9]
- Eye of the dog (2019) [10]
- Koorsorkhi: a story of soul and war  (2021) [11]
- La frontière des oubliés (2023) [12]

## Distinctions
- Prix littéraire Mehregan-e-Adab pour Kafourpoosh (2014) [13]
- Prix littéraire Vav pour Kafourpoosh (2014) [14]
- Prix Dastan-e-Tehran pour trente kilomètres, de Eye of the dog (2015) [15]
- Prix Dastan-e-Tehran pour Galileo de Eye of the dog (2018) [16]
- Prix littéraire Mashhad pour Eye of the dog (2021) [17]
- Prix littéraire Asghar Abdullahi pour Koorsorkhi (2021) [18]
- Prix littéraire Ma pour Koorsorkhi (2022) [19]